# Lamprotatus annularis
Lamprotatus annularis är en stekelart som först beskrevs av Walker 1833.  Lamprotatus annularis ingår i släktet Lamprotatus och familjen puppglanssteklar. Arten är reproducerande i Sverige. Inga underarter finns listade i Catalogue of Life.